# Cultura totonaca
La cultura totonaca es refereix a la civilització d'un poble indígena mesoamericà que va habitar principalment Veracruz, el nord de Puebla i la regió de la costa. Originàriament, formava una confederació de ciutats, però, en èpoques posteriors, sembla que s'organitzà en tres senyorius: nord, sud i serrà. Tenia una economia agrícola i comercial, i grans centres urbans com El Tajín (300-1200), màxim exponent de l'esplendor de la cultura totonaca, Papantla (900-1519) i Cempoala (900-1519).
Els tres centres de la seua cultura destaquen per una ceràmica molt variada, l'escultura en pedra, i una arquitectura monumental de fang.

## Toponímia
D'acord amb el Diccionari de la llengua nàhuatl o mexicana, el terme totonaca és el plural de totonacatl i es refereix als habitants de la província de Totonacapan. Alguns autors remarquen que el terme totonaco significa 'persona de terra calenta'. En la llengua totonaca aquest vocable es compon dels termes tu'tu o a'ktu'tu referent al número tres, i nacu' que significa 'cor'. Els totonaques empren aquest terme en el sentit que Cempoala, Tajín i el Castell de Teayo són els tres centres representatius del grup.

## Història

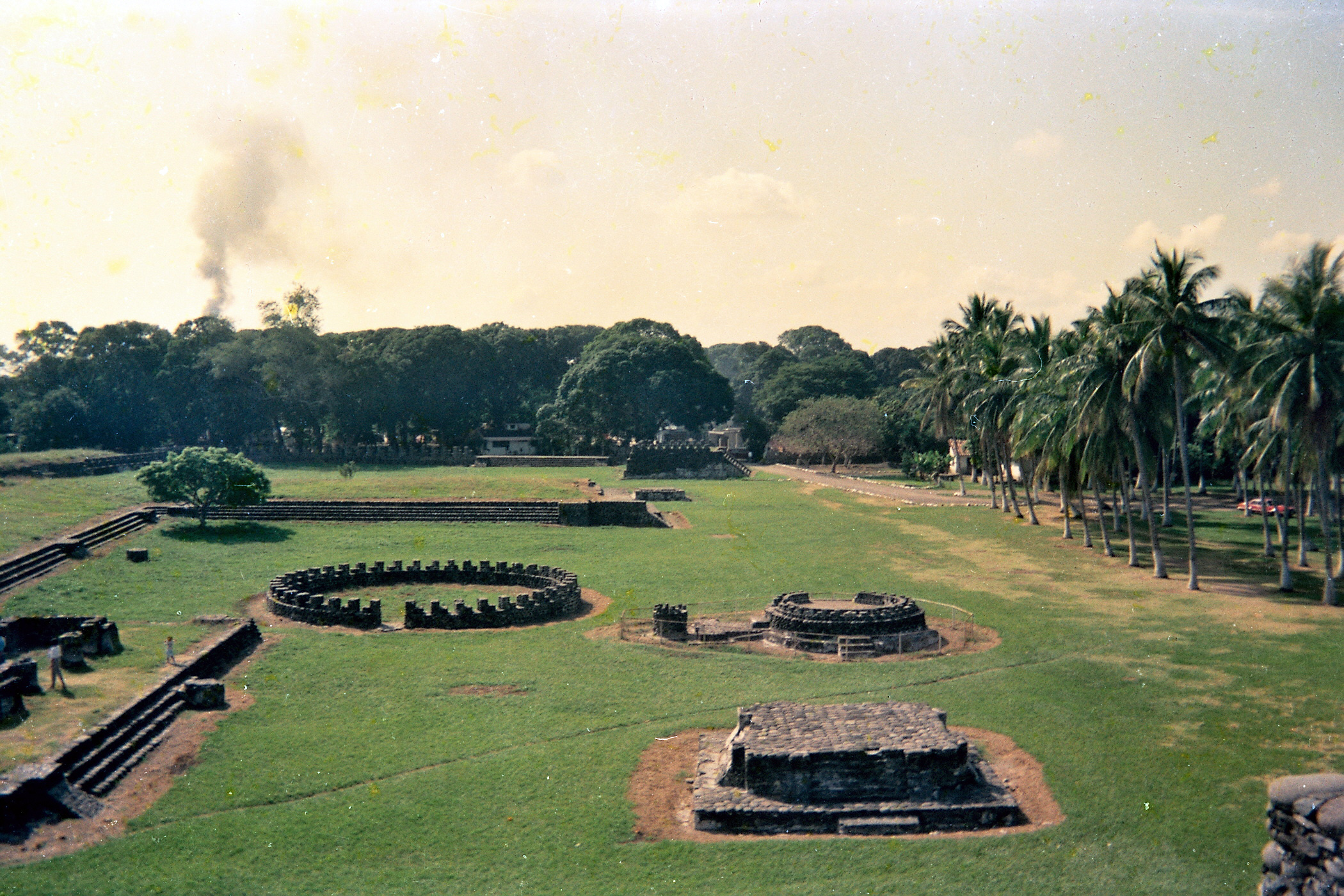
Vista de la plaça principal de les ruïnes de la ciutat de Cempoala, capital de la nació totonaca, la primera a establir una aliança militar amb les hosts espanyoles per atacar els senyorius de la Triple Aliança o Excan Tlahtoloian

Els antics totonaques vivien en la part central de Veracruz i, cap al clàssic tardà, la seua àrea ocupacional arribava al sud fins a la conca del riu Papaloapan, a l'oest als municipis d'Acatlán, estat d'Oaxaca, Chalchicomula, estat de Puebla, la vall de Perote, les serres de Puebla i de Papantla, i les terres baixes del riu Cazones. El més rellevant de la cultura totonaca es donà durant el clàssic tardà, quan construïren centres cerimonials com El Tajín, Yohualichán, Nepatecuhtlán, Las Higueras, Nopiloa i el Zapotal. Aquesta zona es coneix com el Totonacapan, el sufix nàhuatl -pa ('sobre') es refereix a lloc o terra.
El 1519 es reuniren 30 pobles totonaques a la ciutat de Cempoala. Això segellaria per sempre el seu futur i el de totes les nacions mesoamericanes: establiren una aliança amb l'invasor espanyol Hernán Cortés per marxar junts a la conquesta de Tenochtitlán. Els totonaques voluntàriament aportaren 1.300 guerrers al servei de Cortés, que, per la seua banda, s'acompanyava d'uns 500 espanyols. Les raons d'aquesta aliança eren alliberar-se del jou mexica. Una vegada aconseguida la derrota de l'imperi mexica, els totonaques, inclosos els de Cempoala, quedaren al comandament de la corona de Castella, i de seguida foren evangelitzats i en part aculturats per les autoritats virregnals primer i mexicanes després.
Foren convertits en serfs dels espanyols sota el sistema d'encomandes, i esdevingueren serfs dels colons i cacics indígenes, particularment en el naixent cultiu de canya de sucre, durant el govern de Nuño de Guzmán. Poc després, Cempoala restà deshabitada i la seua cultura extingida i oblidada. L'antiga cultura totonaca fou redescoberta a finals del s. XIX per l'arqueòleg i historiador mexicà Francisco del Paso y Troncoso.
Sembla que els totonaques formaren part de l'Imperi de Tula i a partir de 1450 foren conquistats pels nahua de la Triple Aliança i se'n van unir a les tropes.
Actualment, habiten en 26 municipis del nord de l'estat de Puebla i 14 municipis del nord de l'estat de Veracruz, a Mèxic, i conserven el seu idioma i costums ancestrals.

## Religió
Els totonaques, com totes les civilitzacions de Mesoamèrica, eren politeistes. El culte principal es retia al Sol, amb sacrificis humans; a més, adoraven la Dea de la Dacsa, que era l'esposa del Sol: els seus sacrificis no eren humans, ja que "Ella els detestava"; en comptes d'això li oferien sacrificis animals i ofrenes d'herbes i flors. Una altra deïtat important era "Tro Vell", l'"Amo de totes les aigües, però no de la pluja": desitjava negar el món, perquè les persones que morien ofegades es convertien en els seus servidors.

## Vida quotidiana
Elaboraven la roba amb fibres tèxtils naturals. La peça tradicional de les dones totonaques era el "quechquémetl", un vestit brodat, ampli i llarg, que encara s'usa entre les dones totonaques actuals. Els homes usaven només un tapall i plomalls.
Les cases només tenien una habitació rectangular, en la qual, sense divisions, es trobaven pocs i senzills mobles de fusta. La cambra tenia sostre de palla o fulles de palma i l'estructura de les parets era de pals gruixuts.